# Echthromorpha hawaiiensis
Echthromorpha hawaiiensis är en stekelart som först beskrevs av William Harris Ashmead 1900.  Echthromorpha hawaiiensis ingår i släktet Echthromorpha och familjen brokparasitsteklar. Inga underarter finns listade i Catalogue of Life.